# Südlicher Rotenmannkopf
Der Südliche Rotenmannkopf ist ein 3119 m ü. A. hoher Berggipfel des Umbalkamms in der Venedigergruppe in Osttirol (Österreich). Er liegt im Nordwesten Osttirols an der Gemeindegrenze zwischen St. Jakob in Defereggen und Prägraten am Großvenediger. Die Erstbesteigung des Südlichen Rotenmannkopfs erfolgte am 17. August 1873 gemeinsam mit dem Nördlichen Rotenmannkopf durch G. Hofmann mit J. Grill sen. und J. Berger.

## Lage
Der Südliche Rotenmannkopf bildet zusammen mit dem Nördlichen Rotenmannkopf einen Doppelgipfel am Südgrat der Daberspitze, der bis zum Schwarzachtörl hinunterreicht. Der Südgrat der Daberspitze bildet dabei mehrere Dreitausendergipfel aus, wovon jedoch nur die zusammen als Rotenmannkopf oder Rotenmannköpfe bezeichneten Gipfel sowie die Schwarzachspitze benannt wurden. Der Südliche Rotenmannkopf liegt zwischen dem Nördlichen Rotenmannkopf im Norden und der Schwarzachspitze im Süden. Westlich des Südlichen Rotenmannkopfs fällt der Berg zum Schwarzachtal der Schwarzach ab, östlich des Berggipfels liegt der Karbach, der das Hochkar des Dabertals entwässert und in den Daberbach mündet.

## Aufstiegsmöglichkeiten
Der Südliche Rotenmannkopf ist ein alpinistisch zweitrangiger Gipfel. Er ist von der Clarahütte oder der Neuen Reichenberger Hütte gemeinsam mit dem Nördlichen Rotenmannkopf über das Dabertal zugänglich, wobei der Aufstieg entlang des Südostgrats vom Schwarzachtörl aus (UIAA I) oder über das Hochkar entlang des Südostgrats erfolgen kann. Vom Schwarzachtal aus besteht die Möglichkeit über die Oberhausalm und das Schwarzachtörl aufzusteigen.